# TRT日本語
TRT日本語（テーレーテーにほんご）は、トルコ・ラジオ・テレビ協会（TRT）の日本語国際放送である。「トルコの声ラジオ」の37言語のひとつとして、2015年4月1日に開局した。現在、衛星ラジオとインターネットの2本立てによるニュースの配信を行っている。

## ラジオ放送

### 正式放送（ポッドキャスト）
2015年4月1日、ポッドキャストによる放送開始。時間は4時間。

### 衛星＆インターネット放送
2015年6月10日、衛星ラジオとインターネットラジオによる放送を開始。毎日13:30～14:30（トルコ時間）に放送。
前述のポッドキャストは継続されており、基本的にはラジオ放送後に配信されている。